# Hermann von Stein

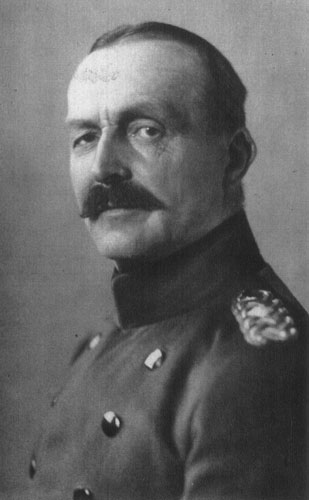
Hermann von Stein

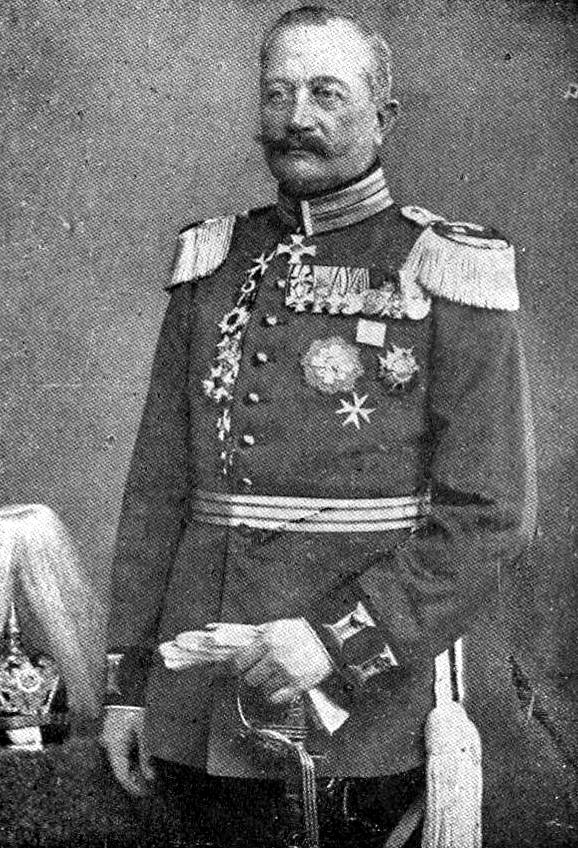

Hermann Christlieb Matthäus Stein, seit 1913 von Stein, (* 13. September 1854 in Wedderstedt; † 26. Mai 1927 in Lehnin) war ein preußischer General der Artillerie und Kriegsminister.

## Leben

### Herkunft
Hermann war der Sohn des gleichnamigen Hermann Robert Stein (1822–1901), Pfarrer zu Wedderstedt, und der Julie Friederike, geborene Meyer (1830–1909).

### Militärkarriere
Nach dem Abitur trat Stein 1873 als Avantageur in das Feldartillerie-Regiment „General-Feldzeugmeister“ (1. Brandenburgisches) Nr. 3 der Preußischen Armee ein und wurde 1875 Sekondeleutnant. Während des Besuchs der Kriegsakademie 1886 zum Premierleutnant befördert, wurde er 1888 zum Generalstab kommandiert, aber im folgenden Jahre mit vordatiertem Patent von diesem Kommando entbunden. Am 20. September 1890 wurde er Hauptmann im 1. Westfälischen Feldartillerie-Regiment Nr. 7 und 1894 in den Generalstab der 34. Division nach Metz versetzt. Am 30. Mai 1896 zum Major befördert, kam er in den Großen Generalstab nach Berlin. 1901 wurde er Kommandeur des 1. Lothringischen Feldartillerie-Regiments Nr. 33 und 1902 Oberstleutnant.
1903 als Leiter der Aufmarschabteilung in den Großen Generalstab versetzt, wurde er hier am 15. September 1905 zum Oberst befördert, 1908 mit der Wahrnehmung der Geschäfte eines Oberquartiermeisters beauftragt und 1910 unter Beförderung zum Generalmajor zum Oberquartiermeister sowie bald darauf auch zum Mitglied der Studienkommission der Kriegsakademie ernannt. Am 22. April 1912 wurde er Generalleutnant und am 13. September übernahm er das Kommando über die 41. Division in Deutsch-Eylau.
Am 16. Juni 1913 wurde Stein anlässlich des 25-jährigen Regierungsjubiläums von Kaiser Wilhelm II. in den erblichen preußischen Adelsstand erhoben.
Zu Kriegsbeginn fungierte er im August und September 1914 als  Generalquartiermeister und war für das Verfassen des deutschen Heeresberichts verantwortlich. Anschließend war ab 14. September 1914 Kommandierender General des XIV. Reserve-Korps. Während des Wettlaufes zum Meer wurde sein Korps in den Raum Combles – Bapaume verlegt und der 2. Armee unterstellt. Während der Schlacht an der Somme lag sein Korps im Juli 1916 im Raum Thiepval im Brennpunkt der britischen Angriffe. Am 28. Oktober 1916 übergab er sein Korps an Generalleutnant Georg Fuchs. Vom 29. Oktober 1916 bis 9. Oktober 1918 fungierte er als preußischer Kriegsminister.

### Familie
Stein heiratete am 5. Mai 1883 in Magdeburg Elise Julie Friederike Meyer (1861–1890). Das Ehepaar hatte zwei Töchter und einen Sohn, von ihm neun Enkelkinder.
Er liegt auf dem Theobaldifriedhof in Wernigerode begraben. Das Grabmal existiert noch (Stand: 2023).

## Ehrungen
- 15. Oktober 1914: Ehrendoktorwürde der Universität Halle-Wittenberg (Dr. phil. h. c.)